# Princeton Owusu-Ansah
Pour les articles homonymes, voir Owusu et Ansah.
Princeton Owusu-Ansah (né le 12 août 1976 au Ghana) est un footballeur international ghanéen, qui évoluait au poste de milieu de terrain.

## Biographie

### Carrière en sélection
Avec l'équipe du Ghana, il joue 23 matchs (pour un but inscrit) entre 1997 et 2002. Il figure notamment dans le groupe des sélectionnés lors des CAN de 1998 et de 2002.